# Denis Țarguș
Denis Țarguș (n. 1 septembrie 1987, Gudauta, Republica Sovietică Socialistă Gruzină, URSS) este un luptător ce a reprezentat Rusia, medaliat olimpic. A participat la o ediție a Jocurilor Olimpice (2012) în care a câștigat o medalie de bronz.

## Participări
Lista de mai jos prezintă principalele competiții la care a participat Denis Țarguș de-a lungul carierei.
- wrestling at the 2012 Summer Olympics – men's freestyle 74 kg[*]